# ヤマニンシュクル
ヤマニンシュクルは日本の競走馬、繁殖牝馬。2003年の阪神ジュベナイルフィリーズに優勝し、同年のJRA賞最優秀2歳牝馬を受賞している。馬名の由来は冠名のヤマニン + フランス語で砂糖を意味するシュクル（sucre）より。

## 戦績
2003年夏の函館でのデビュー戦を勝利し、札幌でのクローバー賞で2着に入線した。その後コスモス賞を優勝し、オープンクラスに昇級した。続く札幌2歳ステークスでも3着に入る活躍を見せた。この札幌2歳S以降は、引退まで全て重賞に出走している。
暮れの阪神ジュベナイルフィリーズでは6番人気に甘んじたが、ゴール前で逃げるヤマニンアルシオンを捉え、後のGI優勝馬スイープトウショウらを抑えて勝利した。年が明けてから、2003年のJRA賞最優秀2歳牝馬を受賞している。
2004年の3歳時は、チューリップ賞3着からスタートし、牝馬クラシック路線で安定した活躍を見せた。桜花賞3着、優駿牝馬5着、クイーンステークス3着、秋華賞2着と、僅差ながら勝ちきれない競馬が続き、この年は未勝利に終わっている。その後屈腱炎を患って休養に入る。
2005年は、1年1ヶ月振りの出走となったエリザベス女王杯で4着と存在感をアピール。しかし次走鳴尾記念では、久しぶりの牡馬相手のレースとなり、デビュー以来初めて掲示板を外す7着に敗れた。
2006年は年明けの京都牝馬ステークスで復活を予感させる4着の好走でスタート。続く中山牝馬ステークスで、デビュー以来初の1番人気に推され、人気に応える形で2年4ヶ月ぶりの勝利を収めた。以降も夏のクイーンステークスで2着に入るなど牝馬路線で健闘を続けた。
前年の雪辱を期して出走したエリザベス女王杯では、最後の直線に入って追い出そうとしたところで、強引に突っ込んできた本田優騎乗のカワカミプリンセスに進路を妨害され、初の二桁着順となる12位入線の、11着に終わった。カワカミプリンセスは1位に入線したが、本馬を妨害したことで12着に降着になっている。
一方本馬は、ゴール後に鞍上の四位洋文が下馬して診断を受けることになった。その後、進路を妨害された際に、体勢を崩したことで、右前浅屈腱不全断裂を発症したと診断された。引退後は北海道の錦岡牧場にて繁殖牝馬として繋養される。優秀な牝系もさることながら、トウカイテイオーの血を持つ名馬の誕生も期待されていたが、これといった活躍馬は出ず、2020年をもって繁殖牝馬を引退。2021年から引退名馬繋養展示事業の対象馬となっている。

## 競走成績
以下の内容はnetkeiba.comの情報に基づく。
| 競走日     | 競馬場 | 競走名             | 格   | 距離（馬場）  | 頭 数 | 枠 番 | 馬 番 | オッズ （人気） | 着順 | タイム （上がり3F） | 着差 | 騎手      | 斤量 [kg] | 1着馬（2着馬）         | 馬体重 [kg] |
| ---------- | ------ | ------------------ | ---- | ------------- | ----- | ----- | ----- | --------------- | ---- | ------------------- | ---- | --------- | --------- | ---------------------- | ----------- |
| 2003.07.19 | 函館   | 2歳新馬            |      | 芝1800m（良） | 10    | 8     | 10    | 003.70（2人）   | 01着 | R1:57.5（37.7）     | -0.3 | 0四位洋文 | 54        | （スペシャルバッハ）   | 464         |
| 0000.08.30 | 札幌   | クローバー賞       | OP   | 芝1500m（良） | 11    | 6     | 7     | 005.90（3人）   | 02着 | R1:30.4（35.3）     | -0.4 | 0四位洋文 | 54        | キョウワスプレンダ     | 454         |
| 0000.09.13 | 札幌   | コスモス賞         | OP   | 芝1800m（稍） | 10    | 8     | 10    | 003.20（2人）   | 01着 | R1:51.8（35.9）     | -0.3 | 0北村宏司 | 54        | （モエレエスポワール） | 466         |
| 0000.10.04 | 札幌   | 札幌2歳S           | GIII | 芝1800m（稍） | 14    | 6     | 9     | 007.70（2人）   | 03着 | R1:54.4（35.2）     | -0.3 | 0四位洋文 | 54        | モエレエスポワール     | 470         |
| 0000.12.07 | 阪神   | 阪神JF             | GI   | 芝1600m（良） | 18    | 8     | 16    | 014.80（6人）   | 01着 | R1:35.9（34.5）     | -0.0 | 0四位洋文 | 54        | （ヤマニンアルシオン） | 478         |
| 2004.03.06 | 阪神   | チューリップ賞     | GIII | 芝1600m（良） | 15    | 8     | 15    | 004.40（2人）   | 03着 | R1:34.7（34.9）     | -0.3 | 0四位洋文 | 54        | スイープトウショウ     | 478         |
| 0000.04.11 | 阪神   | 桜花賞             | GI   | 芝1600m（良） | 18    | 3     | 6     | 008.10（4人）   | 03着 | R1:34.3（34.6）     | -0.7 | 0四位洋文 | 55        | ダンスインザムード     | 472         |
| 0000.05.23 | 東京   | 優駿牝馬           | GI   | 芝2400m（稍） | 18    | 4     | 7     | 009.50（2人）   | 05着 | R2:28.1（34.9）     | -0.9 | 0四位洋文 | 55        | ダイワエルシエーロ     | 466         |
| 0000.08.15 | 札幌   | クイーンS          | GIII | 芝1800m（良） | 13    | 6     | 9     | 006.70（3人）   | 03着 | R1:47.8（35.3）     | -0.3 | 0四位洋文 | 52        | オースミハルカ         | 468         |
| 0000.10.17 | 京都   | 秋華賞             | GI   | 芝2000m（良） | 18    | 8     | 16    | 014.80（5人）   | 02着 | R1:58.5（34.6）     | -0.1 | 0四位洋文 | 55        | スイープトウショウ     | 472         |
| 2005.11.13 | 京都   | エリザベス女王杯   | GI   | 芝2200m（良） | 18    | 7     | 14    | 037.20（8人）   | 04着 | R2:13.1（33.9）     | -0.6 | 0四位洋文 | 56        | スイープトウショウ     | 488         |
| 0000.12.11 | 阪神   | 鳴尾記念           | GIII | 芝2000m（良） | 13    | 8     | 13    | 004.50（3人）   | 07着 | R2:02.4（35.6）     | -0.8 | 0小牧太   | 55        | メジロマントル         | 488         |
| 2006.01.29 | 京都   | 京都牝馬S          | GIII | 芝1600m（良） | 16    | 5     | 10    | 004.90（2人）   | 04着 | R1:33.6（34.0）     | -0.1 | 0四位洋文 | 56        | マイネサマンサ         | 490         |
| 0000.03.12 | 中山   | 中山牝馬S          | GIII | 芝1800m（良） | 16    | 5     | 10    | 004.10（1人）   | 01着 | R1:47.8（34.5）     | -0.2 | 0四位洋文 | 56        | （ディアデラノビア）   | 490         |
| 0000.05.14 | 東京   | ヴィクトリアマイル | GI   | 芝1600m（稍） | 18    | 5     | 10    | 013.30（5人）   | 07着 | R1:34.8（34.0）     | -0.8 | 0四位洋文 | 55        | ダンスインザムード     | 502         |
| 0000.06.18 | 京都   | マーメイドS        | GIII | 芝2000m（良） | 14    | 8     | 14    | 003.00（1人）   | 08着 | R2:01.6（34.8）     | -0.5 | 0四位洋文 | 57        | ソリッドプラチナム     | 494         |
| 0000.08.13 | 札幌   | クイーンS          | GIII | 芝1800m（良） | 14    | 3     | 4     | 004.50（2人）   | 02着 | R1:47.0（35.9）     | -0.3 | 0四位洋文 | 55        | デアリングハート       | 498         |
| 0000.10.15 | 東京   | 府中牝馬S          | GIII | 芝1800m（良） | 16    | 2     | 4     | 006.60（3人）   | 07着 | R1:48.1（33.8）     | -0.6 | 0四位洋文 | 55        | デアリングハート       | 498         |
| 0000.11.12 | 京都   | エリザベス女王杯   | GI   | 芝2200m（良） | 15    | 1     | 2     | 036.0（10人）   | 11着 | R2:12.8（35.7）     | -1.2 | 0四位洋文 | 56        | フサイチパンドラ       | 502         |

## 繁殖成績
|    | 馬名                   | 誕生年 | 性 | 毛色   | 父                 | 馬主                 | 厩舎                                           | 戦績                  |
| -- | ---------------------- | ------ | -- | ------ | ------------------ | -------------------- | ---------------------------------------------- | --------------------- |
| 1  | ヤマニンシャム         | 2008年 | 牡 | 青鹿毛 | ディープインパクト | 土井睦秋             | 川崎・山崎尋美                                 | 1戦0勝（引退）        |
| 2  | ヤマニンブリス         | 2009年 | 牡 | 黒鹿毛 | アドマイヤムーン   | 土井睦秋 →土井久美子 | 栗東・浅見秀一 →笠松・森山英雄                 | 64戦5勝（引退）       |
| 3  | ヤマニンエスプーマ     | 2010年 | 牡 | 鹿毛   | アドマイヤムーン   | 土井肇               | 栗東・浅見秀一                                 | 1戦0勝（引退）        |
| 4  | ヤマニンルポ           | 2011年 | 牡 | 鹿毛   | スペシャルウィーク | 土井肇               | 栗東・浅見秀一                                 | 15戦1勝（引退）       |
| 5  | ヤマニンナジャーハ     | 2012年 | 牝 | 黒鹿毛 | ディープインパクト | 土井肇               | 栗東・浅見秀一                                 | 22戦1勝（引退・繁殖） |
| 6  | ヤマニンブラズーカ     | 2013年 | 牡 | 鹿毛   | ディープインパクト | 土井肇 →土井久美子   | 栗東・浅見秀一 →北海道・安田武広               | 15戦0勝（引退）       |
|    | （不受胎）             | 2014年 |    |        | ディープブリランテ |                      |                                                |                       |
| 7  | ヤマニンシュクルの2015 | 2015年 | 牡 | 鹿毛   | キングズベスト     |                      |                                                | （未出走）            |
| 8  | ヤマニンスリジエ       | 2016年 | 牝 | 鹿毛   | キングズベスト     | 土井肇               | 栗東・浅見秀一                                 | 2戦0勝（引退）        |
|    | （流産）               | 2017年 |    |        | ジャスタウェイ     |                      |                                                |                       |
| 9  | ヤマニンジャベリン     | 2018年 | 牡 | 黒鹿毛 | フェノーメノ       | 土井肇 →土井久美子   | 栗東・浅見秀一 →大井・渡部則夫                 | 72戦0勝（引退）       |
| 10 | ヤマニンフルリール     | 2019年 | 牝 | 鹿毛   | ダイワメジャー     | 土井肇 →土井久美子   | 栗東・浅見秀一 →栗東・中村直也 →園田・松平幸秀 | 37戦1勝（引退）       |
| 11 | ヤマニンティンク       | 2020年 | 牝 | 鹿毛   | イスラボニータ     | 土井肇 →土井久美子   | 栗東・四位洋文 →水沢・伊藤和                   | 3戦0勝（引退）        |
|    | （不受胎）             | 2021年 |    |        | ジャスタウェイ     |                      |                                                |                       |

出典：JBIS-Search

## 血統表
| ヤマニンシュクルの血統                       | ヤマニンシュクルの血統                                    | ヤマニンシュクルの血統      | （血統表の出典）           | （血統表の出典）    |
| 父系                                         | パーソロン系                                              | パーソロン系                | パーソロン系               | [ § 2 ]             |
| 父 トウカイテイオー 1988 鹿毛 北海道新冠町   | 父の父シンボリルドルフ 1981 鹿毛 北海道門別町             | *パーソロン Pertholon       | Milesian                   | Milesian            |
| 父 トウカイテイオー 1988 鹿毛 北海道新冠町   | 父の父シンボリルドルフ 1981 鹿毛 北海道門別町             | *パーソロン Pertholon       | Paleo                      |                     |
| 父 トウカイテイオー 1988 鹿毛 北海道新冠町   | 父の父シンボリルドルフ 1981 鹿毛 北海道門別町             | スイートルナ                | スピードシンボリ           | スピードシンボリ    |
| 父 トウカイテイオー 1988 鹿毛 北海道新冠町   | 父の父シンボリルドルフ 1981 鹿毛 北海道門別町             | スイートルナ                | *ダンスタイム Dance Time   |                     |
| 父 トウカイテイオー 1988 鹿毛 北海道新冠町   | 父の母トウカイナチュラル 1982 鹿毛 北海道浦河町           | *ナイスダンサー Nice Dancer | Northern Dancer            | Northern Dancer     |
| 父 トウカイテイオー 1988 鹿毛 北海道新冠町   | 父の母トウカイナチュラル 1982 鹿毛 北海道浦河町           | *ナイスダンサー Nice Dancer | Nice Princess              |                     |
| 父 トウカイテイオー 1988 鹿毛 北海道新冠町   | 父の母トウカイナチュラル 1982 鹿毛 北海道浦河町           | トウカイミドリ              | *ファバージ Faberge        | *ファバージ Faberge |
| 父 トウカイテイオー 1988 鹿毛 北海道新冠町   | 父の母トウカイナチュラル 1982 鹿毛 北海道浦河町           | トウカイミドリ              | トウカイクイン             |                     |
| 母 ヤマニンジュエリー 1991 鹿毛 北海道静内町 | 母の父Nijinsky II 1967 鹿毛 カナダ                        | Northern Dancer             | Nearctic                   | Nearctic            |
| 母 ヤマニンジュエリー 1991 鹿毛 北海道静内町 | 母の父Nijinsky II 1967 鹿毛 カナダ                        | Northern Dancer             | Natalma                    |                     |
| 母 ヤマニンジュエリー 1991 鹿毛 北海道静内町 | 母の父Nijinsky II 1967 鹿毛 カナダ                        | Flaming Page                | Bull Page                  | Bull Page           |
| 母 ヤマニンジュエリー 1991 鹿毛 北海道静内町 | 母の父Nijinsky II 1967 鹿毛 カナダ                        | Flaming Page                | Flaring Top                |                     |
| 母 ヤマニンジュエリー 1991 鹿毛 北海道静内町 | 母の母*ティファニーラス Tiffany Lass 1983 黒鹿毛 アメリカ | Bold Forbes                 | Irish Castle               | Irish Castle        |
| 母 ヤマニンジュエリー 1991 鹿毛 北海道静内町 | 母の母*ティファニーラス Tiffany Lass 1983 黒鹿毛 アメリカ | Bold Forbes                 | Comely Nell                |                     |
| 母 ヤマニンジュエリー 1991 鹿毛 北海道静内町 | 母の母*ティファニーラス Tiffany Lass 1983 黒鹿毛 アメリカ | Sally Stark                 | Graustark                  | Graustark           |
| 母 ヤマニンジュエリー 1991 鹿毛 北海道静内町 | 母の母*ティファニーラス Tiffany Lass 1983 黒鹿毛 アメリカ | Sally Stark                 | Sally Ship F-No.3-c        |                     |
| 母系(F-No.)                                  | 3号族(FN:3-c)                                             | 3号族(FN:3-c)               | 3号族(FN:3-c)              | [ § 3 ]             |
| 5代内の近親交配                              | Northern Dancer 4×3=18.75%                                | Northern Dancer 4×3=18.75%  | Northern Dancer 4×3=18.75% | [ § 4 ]             |
| 出典                                         | 1. 2. 3. 4.                                               | 1. 2. 3. 4.                 | 1. 2. 3. 4.                | 1. 2. 3. 4.         |

- 祖母ティファニーラスは1986年のエクリプス賞最優秀3歳牝馬。繁殖牝馬としては期待ほどの成績は挙げられなかったが、孫世代からヤマニンシュクルや、中山牝馬ステークス・クイーンステークス優勝馬ヤマニンメルベイユや中日新聞杯・札幌記念優勝馬ヤマニンキングリー（ともにシュクルの従妹弟）などの活躍馬を送り出している。このほかの近親には、母の従妹に札幌3歳ステークスの優勝馬メローフルーツや、重賞3勝のオレンジピールがいる。
- ティファニーラスの半兄Valdezはスワップスステークスの勝ち馬で、種牡馬。